# Clásico Almirante Brown-Nueva Chicago
El enfrentamiento Almirante Brown - Nueva Chicago es un partido de gran rivalidad. El antagonismo surgió hace 47 años y es uno de los clásicos más convocantes y folclóricos del AMBA, con la particularidad que las dos parcialidades comparten barrios y conviven a diario en sectores neurálgicos del partido de La Matanza. La Avenida General Paz separa a los dos clubes ubicados en distritos limítrofes, aunque el estadio de Nueva Chicago y la Sede Social de Almirante Brown en San Justo se encuentran a 6,9 km de distancia.
Almirante Brown-Nueva Chicago, el clásico que paraliza a La MatanzaExtracto, diario Clarín,31 de marzo de 2024 
La convivencia generó, con el transcurrir de las décadas, una de las mayores rivalidades del fútbol argentino debido a que ambos están localizados en cercanía dentro del AMBA. Nueva Chicago se ubica en la Ciudad Autónoma de Buenos Aires, en el barrio de Mataderos. El segundo en la localidad de San Justo. Cabe remarcar que el estadio de Nueva Chicago se encuentra a 500 metros del límite con el partido de La Matanza.

## Historia

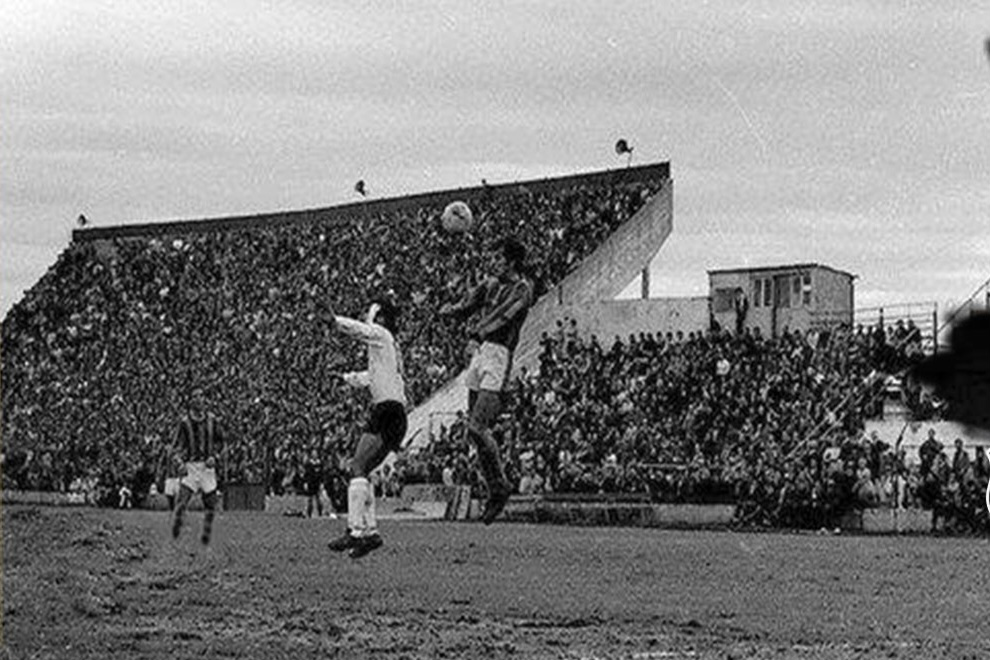
Chicago-Almirante hace en Mataderos, Primera B, 11 de marzo de 1967, con victoria aurinegra por un tanto.

El primer partido se disputó hace 59 años, el 26 de marzo de 1966 correspondiente al campeonato de Primera B, con triunfo de Nueva Chicago por 4-0 con goles de Jorge Pérez (en dos oportunidades), Oscar Ramírez y Ángel Marcos.
En los primeros años de competencia había una convivencia pacífica y amistosa entre los hinchas de Nueva Chicago y los del Almirante Brown.

### Origen del clásico
Pero hace 47 años, el 18 de mayo de 1978 la relación entre los hinchas y dirigentes de las dos instituciones se deterioró por completo. Luego de la disputa de un encuentro, los directivos del club de San Justo protestaron por la mala inclusión de un jugador del equipo de Mataderos. Esto determinó que la Asociación de Fútbol Argentino (autoridad del Fútbol en Argentina) le diera por ganado un partido a Almirante Brown que en la cancha había logrado Nueva Chicago, pasando de la afinidad al odio sin retorno.

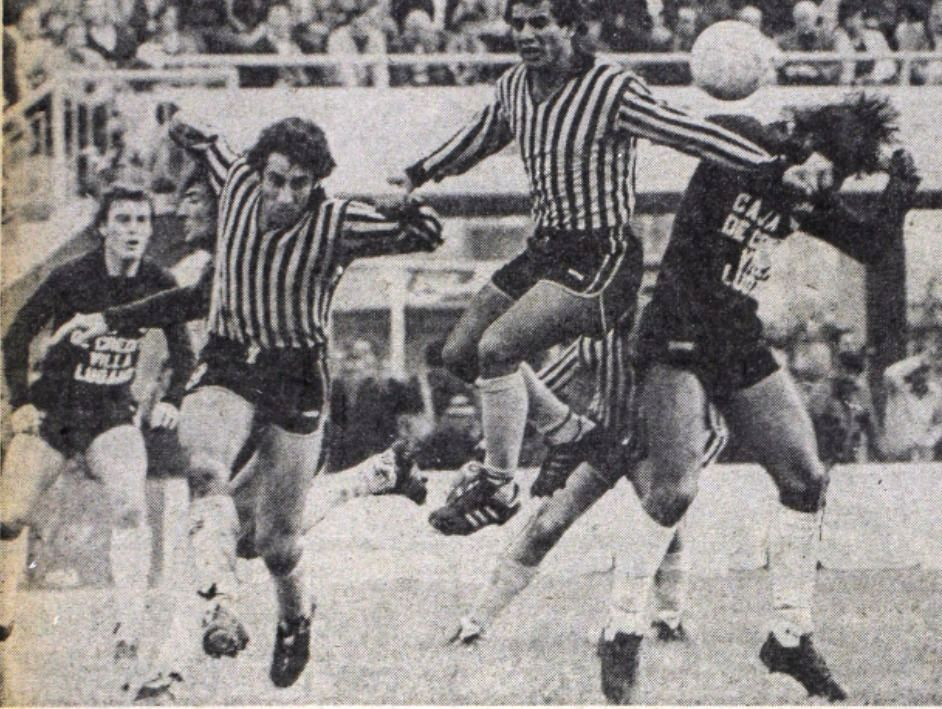
Primera B 1980, Almirante 1, Chicago 1 en el estadio Fragata Presidente Sarmiento. Ese día se registraron incidentes luego de que la hinchada de Mataderos prendiera fuego una bandera de Almirante Brown y tirara inceticida dentro del campo aurinegro. Fuente, diario Popular

De esta manera nació una de las rivalidades más importantes del fútbol metropolitano. Dos años después, casi pierde la vida un hincha de Almirante en un enfrentamiento entre las dos hinchadas. La violencia entre ambas parcialidades se hizo frecuente y este cotejo fue considerado de ‘alto riesgo’ por la Policía.

## La rivalidad
El 6 de diciembre de 1981, por la fecha 41 del campeonato de la antigua Primera B, se disputó un partido trascendental entre los dos equipos que ya se profesaban un odio absoluto. Almirante Brown venía de pelear varios ascensos y ahora era Nueva Chicago el que podía ser campeón en cancha de su adversario. El verdinegro peleaba el torneo con Quilmes y debía ir al estadio aurinegro y, a falta de una fecha, un triunfo le aseguraba el campeonato. La semana previa hubo preocupación por parte de los organismos de seguridad porque las parcialidades se enviaron mensajes de amenazas, la hinchada visitante prometía dar la vuelta olímpica en el Fragata Sarmiento y los locales advertían que, en caso de intentarlo, ingresarían también al campo de juego para impedirlo. 
Almirante estaba obligado a ganar o al menos evitar que Chicago no lograra los dos puntos —en esos años el triunfo otorgaba dos unidades— dado que, en caso contrario, era posible de que se produjera una batalla campal con incidentes de imprevisibles consecuencias. El encuentro en La Matanza se convirtió en una verdadera final marcada por la tensión y jugadas violentas, donde hubo cuatro expulsados quedando cada equipo con 9 jugadores, y finalmente terminó empatado en dos tantos, esto postergó el festejo del conjunto de Mataderos para la última fecha y evitó que las amenazas entre ambos pasarán a los hechos. Fue un encuentro de gran impacto mediático a estadio completo siendo la mayor recaudación de la jornada que dejó en boleterías $ 68.061.000. A continuación, la cita con el extracto de la crónica de la revista El Gráfico que refleja como se vivió el partido.

"Como con bronca y junando", así estaban las dos hinchadas agresivas en cánticos y amenazantes en promesas para encontrarse después del partido. Como si fueran enemigos mortales, con esa bronca que viene por aquella inclusión errónea de Heriberto González y que Chicago no perdonó y esa herida que todavía se siente y solo la alegría del ascenso podía calmar. Era tanto el odio que había en el ambiente que los jugadores se contagiaron, no habían pasado dos minutos cuando Amorone y Larramendi mostraron que la lucha iba a ser violenta. Carlos González (árbitro) sin dejar pasar nada más llamó a los dos capitanes, pero la advertencia no serenó a nadie. Genaro lo quería "matar" a Erba y Pedraza buscaba el mismo fin para Rivoira. Después llegaron las expulsiones tres en total. El segundo tiempo se hizo enredadado ya con nueve hombres por equipo. En el último cuarto de hora la conformidad fue ganando a los equipos, las piernas fueron perdiendo velocidad, el local ya se quedó sin argumentos y con bronca por no poder concretar la venganza de la primera rueda. Chicago festejo el punto casi como si fueran dos y más al conocer la derrota de Quilmes que le aseguró el primer lugar en el torneo.
martes 8 de diciembre de 1981, revista El Gráfico, crónica de Alfonso Rubén Ghazzi.

## Hechos folclóricos
Hace 47 años que la rivalidad entre los simpatizantes y dirigentes de los dos clubes es muy fuerte, registrándose muchos hechos folclóricos ingeniosos propios de cada clásico. Habitualmente, las hinchadas de ambos equipos se dirigían al estadio donde se desarrollaba cada encuentro  caminando por las calles aledañas, cuando se permitía el ingreso de público visitante.
En la antepenúltima fecha de la temporada de Primera B 2010 (la jornada 40 de 42), el club de Mataderos, ya sin chances por el título debía recibir a Sarmiento que peleaba el ascenso contra Almirante Brown. En los días previos, las paredes de algunas calles de Mataderos se pegaron afiches: “No le regalemos el campeonato a Almirante Brown”, decían –o advertían- esos afiches, con un escudo del Torito.
El 26 de noviembre de 2012 una avioneta sobrevoló el estadio de Almirante, con una bandera de Chicago, tirando papeles verdes y negros mientras se disputaba un clásico.
El 18 de mayo de 2013 el Torito descendió a la Primera B Metropolitana y los hinchas del Mirasol prepararon y arrojaron volantes fúnebres por Mataderos. La hinchada verdinegra ha creado una de las canciones más famosas e ingeniosas del Fútbol Argentino contra Almirante Brown, ya que es cantada en todos los estadios donde juega el equipo aurinegro en condición de visitante.
La presencia de la travesti Zulma Lobato en la cancha de Chicago provocó bromas y difusión de imágenes de sus vecinos de San Justo, y la afición del Torito respondió a sus rivales con un video que recorrió varios países del mundo.

Tras la prohibición impuesta por la Asociación del Fútbol Argentino (AFA) de no permitir el acceso a la hinchada de Almirante Brown durante el juego contra Nueva Chicago, seguidores de este último equipo decidieron vestir a un travesti con la camiseta de su eterno rival con el fin de burlarse de dicho equipo (Almirante Brown).
Los gestores de dicha burla fueron los hinchas de Nueva Chicago, quienes como consigna tenían celebrar no solo el triunfo por 1-0, sino burlarse del clásico rival. Al travesti se le vio muy emocionado saltando y moviendo su cuerpo al ritmo de los cánticos de los seguidores del equipo verdinegro, enfundado en una camiseta amarilla con vivos negros.
28 de mayo de 2013, Antena 2 de Colombia

### El Clásico en La Matanza
Si bien la enemistad entre Almirante y Chicago es conocida y con fuertes antecedentes hay un hecho sin precedentes en el fútbol argentino. Todos los 31 de diciembre de cada año se disputa el Clásico de La Matanza en el barrio Almafuerte de dicho distrito. 
Un caso único que se convirtió en un ritual que se repite año a año, ininterrumpidamente desde 2012, con ambas hinchadas y sin policías. Los vecinos, que comparten veredas, salidas y amistades cada día de sus vidas debieron aprender a convivir con la rivalidad futbolística. Solo el último día del año, van cada uno por su lado defendiendo los colores de su equipo. 
El acuerdo entre los organizadores es suficiente para que no haya desmanes pero se permiten bromas, folklore, cánticos y con cada hinchada en su sitio. Los vecinos dejan de lado sus diferencias futbolísticas con un código de no violencia y se consigue lo que ni en otros grandes clásicos del país es posible: Juntar dos parcialidades populares que poseen una muy fuerte rivalidad sin siquiera un policía cerca. en el barrio Almafuerte con hinchas de ambos clubes y sin policías custodiando, ya que el acuerdo entre los organizadores es suficiente para que no haya desmanes pero se permiten bromas y cánticos con cada hinchada en su sitio.

## Historial
Observaciones:  Se han cruzado cuatro veces en zonas permanencia con dos victorias para el Mirasol y un triunfo para el Torito de Mataderos. En el historial general no se registran eliminaciones directas.
Para confeccionar la siguiente tabla se toman en cuenta todos los partidos oficiales reconocidos por AFA.
- Actualizado hasta el 3 de agosto de 2024.

| Competición             | Partidos | Victorias | Victorias | Empates | Goles | Goles |
| ----------------------- | -------- | --------- | --------- | ------- | ----- | ----- |
| Primera B               | 34       | 9         | 10        | 15      | 40    | 42    |
| Primera Nacional        | 29       | 12        | 12        | 5       | 35    | 36    |
| Primera B Metropolitana | 6        | 3         | 2         | 1       | 5     | 4     |
| Total                   | 69       | 24        | 24        | 21      | 80    | 82    |

## Partidos oficiales
| #  | Torneo                            | Ronda | Estadio              | Local           | Resultado | Visitante       | Goles (L)                                | Goles (V)                                               |
| -- | --------------------------------- | ----- | -------------------- | --------------- | --------- | --------------- | ---------------------------------------- | ------------------------------------------------------- |
| 1  | Primera B 1966                    | 4     | Ant. Deportivo Morón | Almirante Brown | 0-4       | Nueva Chicago   |                                          | J. Pérez (2), O. Ramírez, Á. Marcos                     |
| 2  | Primera B 1966                    | 25    | Nueva Chicago        | Nueva Chicago   | 1-1       | Almirante Brown | R. Viera                                 | R. Bracco                                               |
| 3  | Primera B 1967                    | ZB 2  | Nueva Chicago        | Nueva Chicago   | 0-1       | Almirante Brown |                                          | R. Rodríguez                                            |
| 4  | Primera B 1967                    | ZB 14 | Ant. Almirante Brown | Almirante Brown | 0-0       | Nueva Chicago   |                                          |                                                         |
| 5  | Primera B 1968                    | 4     | Nueva Chicago        | Nueva Chicago   | 0-0       | Almirante Brown |                                          |                                                         |
| 6  | Primera B 1969                    | 3     | Nueva Chicago        | Nueva Chicago   | 0-0       | Almirante Brown |                                          |                                                         |
| 7  | Primera B 1970                    | TC 2  | Almirante Brown      | Almirante Brown | 2-0       | Nueva Chicago   | R. Rebonatto, R. Tursi                   |                                                         |
| 8  | Primera B 1970                    | 17    | Nueva Chicago        | Nueva Chicago   | 1-4       | Almirante Brown | G. Quiroga                               | L. Urrutia (e/c), G. Puerto, Á. Paz (2)                 |
| 9  | Primera B 1971                    | 4     | Almirante Brown      | Almirante Brown | 2-3       | Nueva Chicago   | A. González (2, 2p)                      | J. Jhones, P. Mastromauro, J. Pietrone                  |
| 10 | Primera B 1971                    | 19    | Nueva Chicago        | Nueva Chicago   | 3-1       | Almirante Brown | J. Pietrone (3)                          | N. Canevari                                             |
| 11 | Primera B 1972                    | 12    | Almirante Brown      | Almirante Brown | 1-1       | Nueva Chicago   | J. Díaz (p)                              | J. Trejo                                                |
| 12 | Primera B 1972                    | 29    | Nueva Chicago        | Nueva Chicago   | 1-0       | Almirante Brown | J. Trejo                                 |                                                         |
| 13 | Primera B 1973                    | 15    | Almirante Brown      | Almirante Brown | 0-0       | Nueva Chicago   |                                          |                                                         |
| 14 | Primera B 1973                    | 34    | Nueva Chicago        | Nueva Chicago   | 2-2       | Almirante Brown | D. Distéfano, R. Gareis                  | E. Acosta, J. Pilla                                     |
| 15 | Primera B 1975                    | 12    | Nueva Chicago        | Nueva Chicago   | 1-3       | Almirante Brown | F. Lavezzi                               | J. Díaz (2), R. Escalada (p)                            |
| 16 | Primera B 1975                    | 31    | Almirante Brown      | Almirante Brown | 4-0       | Chicago         | J. Díaz (2), H. Monzón, M. Sisca         |                                                         |
| 17 | Primera B 1976                    | PR 11 | Estudiantes          | Nueva Chicago   | 2-1       | Almirante Brown | H. Cabrera (2)                           | M. Sisca                                                |
| 18 | Primera B 1976                    | SR 30 | Almirante Brown      | Almirante Brown | 2-1       | Nueva Chicago   | R. Guerreño, C. Martínez (p)             | E. Gómez Velázquez (p)                                  |
| 19 | Primera B 1977                    | 10    | Almirante Brown      | Almirante Brown | 1-0       | Nueva Chicago   | O. Aguilar                               |                                                         |
| 20 | Primera B 1977                    | 29    | Nueva Chicago        | Nueva Chicago   | 2-1       | Almirante Brown | J. Higuaín, O. Cáceres                   | R. Franchocci                                           |
| 21 | Primera B 1978                    | 11    | Nueva Chicago        | Nueva Chicago   | PP-GP     | Almirante Brown | J. Vázquez                               |                                                         |
| 22 | Primera B 1978                    | 28    | Almirante Brown      | Almirante Brown | 0-0       | Nueva Chicago   |                                          |                                                         |
| 23 | Primera B 1979                    | 10    | Nueva Chicago        | Nueva Chicago   | 2-1       | Almirante Brown | R. Zywica, E. Gómez Velásquez            | O. Núñez                                                |
| 24 | Primera B 1979                    | 27    | Almirante Brown      | Almirante Brown | 1-0       | Nueva Chicago   | O. Leguizamón                            |                                                         |
| 25 | Primera B 1980                    | 15    | Almirante Brown      | Almirante Brown | 1-1       | Nueva Chicago   | E. Calermo                               | C. Caputo                                               |
| 26 | Primera B 1980                    | 34    | Nueva Chicago        | Nueva Chicago   | 3-1       | Almirante Brown | M. Franceschini (2, 1p), R. Di Plácido   | J. Del Bono                                             |
| 27 | Primera B 1981                    | 20    | Nueva Chicago        | Nueva Chicago   | 2-0       | Almirante Brown | M. Franceschini (2, 2p), R. Di Plácido   |                                                         |
| 28 | Primera B 1981                    | 41    | Almirante Brown      | Almirante Brown | 2-2       | Nueva Chicago   | J. Del Bono, O. Biaín                    | L. Armani, A. Romero                                    |
| 29 | Primera B 1984                    | 13    | Almirante Brown      | Almirante Brown | 2-2       | Nueva Chicago   | H. Capiello, H. Rivoira (p)              | O. Loyarte (p), R. Bina                                 |
| 30 | Primera B 1984                    | 34    | Almirante Brown      | Nueva Chicago   | 0-0       | Almirante Brown |                                          |                                                         |
| 31 | Primera B 1985                    | 14    | Almirante Brown      | Almirante Brown | 1-1       | Almirante Brown | G. González                              | M. Reggiardo                                            |
| 32 | Primera B 1985                    | 35    | Nueva Chicago        | Nueva Chicago   | 0-0       | Almirante Brown |                                          |                                                         |
| 33 | Primera B 1986                    | ZA 1  | Nueva Chicago        | Nueva Chicago   | 3-3       | Almirante Brown | C. Landaburo, A. Rifourcaut (2)          | M. Rufini (2), M. Salto                                 |
| 34 | Primera B 1986                    | ZA 10 | Almirante Brown      | Almirante Brown | 1-4       | Nueva Chicago   | M. Rufini                                | H. Scotta (3), C. Landaburo                             |
| 35 | Primera B Metropolitana 1986/1987 | 17    | Nueva Chicago        | Nueva Chicago   | 1-0       | Almirante Brown | C. Acuña                                 |                                                         |
| 36 | Primera B Metropolitana 1986/1987 | 34    | Almirante Brown      | Almirante Brown | 2-1       | Nueva Chicago   | R. Celín, M. Rufini                      | C. Acuña                                                |
| 37 | Nacional B 1991/1992              | 6     | Almirante Brown      | Almirante Brown | 0-1       | Nueva Chicago   |                                          | H. Sánchez                                              |
| 38 | Nacional B 1991/1992              | 27    | Nueva Chicago        | Nueva Chicago   | 0-2       | Almirante Brown |                                          | C. Cardozo (p), N. Roldán                               |
| 39 | Nacional B 1992/1993              | 17    | Almirante Brown      | Almirante Brown | 2-0       | Nueva Chicago   | C. Cardozo, O. Osorio                    |                                                         |
| 40 | Nacional B 1992/1993              | 38    | Nueva Chicago        | Nueva Chicago   | 2-1       | Almirante Brown | G. González, H. Grecco                   | D. Martínez                                             |
| 41 | Nacional B 1993/1994              | 9     | Almirante Brown      | Almirante Brown | 2-1       | Nueva Chicago   | D. Martínez y D. Mozas                   | G. González                                             |
| 42 | Nacional B 1993/1994              | 30    | Nueva Chicago        | Nueva Chicago   | 0-1       | Almirante Brown |                                          | D. Bazán Vera                                           |
| 43 | Nacional B 1994/1995              | 7     | Nueva Chicago        | Nueva Chicago   | 3-1       | Almirante Brown | H. Sánchez, G. González, C. Gómez        | D. Timpani                                              |
| 44 | Nacional B 1994/1995              | 28    | Almirante Brown      | Almirante Brown | 3-3       | Nueva Chicago   | M. Reggiardo 2 (2, 1p), G. Guzmán        | H. Sánchez (2), G. González                             |
| 45 | Nacional B 1995/1996              | Ap 4  | Almirante Brown      | Almirante Brown | 0-1       | Nueva Chicago   |                                          | P. Guede                                                |
| 46 | Nacional B 1995/1996              | Cl 4  | Nueva Chicago        | Nueva Chicago   | 0-2       | Almirante Brown |                                          | A. Osorio, D. Timpani (e/c)                             |
| 47 | Primera B Nacional 1996/1997      | ZP 1  | Almirante Brown      | Almirante Brown | 4-1       | Nueva Chicago   | M. Rufini, R. Palavecino (2), L. Pozzuto | C. Gómez                                                |
| 48 | Primera B Nacional 1996/1997      | ZP 10 | Nueva Chicago        | Nueva Chicago   | 4-2       | Almirante Brown | C. Gómez, L. Lázzaro, M. Mandra (2)      | G. Guzmán (2, 2p)                                       |
| 49 | Primera B Nacional 1997/1998      | ZM 2  | Almirante Brown      | Almirante Brown | 1-6       | Nueva Chicago   | G. Guzmán (p)                            | M. Couceiro (2), J. Sara (2), L. Lázzaro, R. Palavecino |
| 50 | Primera B Nacional 1997/1998      | ZM 17 | Nueva Chicago        | Nueva Chicago   | 2-0       | Almirante Brown | R. Álvarez (p), C. Benetti               |                                                         |
| 51 | Primera B Nacional 1997/1998      | ZP 5  | Nueva Chicago        | Nueva Chicago   | 0-1       | Almirante Brown |                                          | S. Ojeda                                                |
| 52 | Primera B Nacional 1997/1998      | ZP 12 | Almirante Brown      | Almirante Brown | 1-1       | Nueva Chicago   | M. Actis                                 | D. Cabrera                                              |
| 53 | Primera B Nacional 2007/2008      | 16    | Ferro Carril Oeste   | Nueva Chicago   | 2-0       | Almirante Brown | A. Nahuelpán, M. Vitali                  |                                                         |
| 54 | Primera B Nacional 2007/2008      | 35    | Almirante Brown      | Almirante Brown | 0-0       | Nueva Chicago   |                                          |                                                         |
| 55 | Primera B Metropolitana 2008/2009 | 12    | Nueva Chicago        | Nueva Chicago   | 1-2       | Almirante Brown | E. Méndez                                | F. Maraschi, R. Ferrer                                  |
| 56 | Primera B Metropolitana 2008/2009 | 33    | Almirante Brown      | Almirante Brown | 0-0       | Nueva Chicago   |                                          |                                                         |
| 57 | Primera B Metropolitana 2009/2010 | 11    | Almirante Brown      | Almirante Brown | 0-1       | Nueva Chicago   |                                          | P. Ruíz                                                 |
| 58 | Primera B Metropolitana 2009/2010 | 32    | Nueva Chicago        | Nueva Chicago   | 0-1       | Almirante Brown |                                          | D. Bazán Vera (p)                                       |
| 59 | Primera B Nacional 2012/2013      | 16    | Almirante Brown      | Almirante Brown | 2-0       | Nueva Chicago   | J. Acosta, C. Chávez                     |                                                         |
| 60 | Primera B Nacional 2012/2013      | 35    | Nueva Chicago        | Nueva Chicago   | 1-0       | Almirante Brown | R. Becerra                               |                                                         |
| 61 | Primera Nacional 2021             | ZA 5  | Almirante Brown      | Almirante Brown | 1-0       | Nueva Chicago   | M. Batallini                             |                                                         |
| 62 | Primera Nacional 2021             | ZA 22 | Nueva Chicago        | Nueva Chicago   | 0-3       | Almirante Brown |                                          | C. Chávez (3)                                           |
| 63 | Primera Nacional 2022             | 25    | Nueva Chicago        | Nueva Chicago   | 2-2       | Almirante Brown | P. Charpentier, G. Espósito              | P. Núñez, F. Monzón                                     |
| 64 | Primera Nacional 2023             | ZA 17 | Nueva Chicago        | Nueva Chicago   | 3-0       | Almirante Brown | F. Cáceres, E. Naya, M. Bergara (p)      |                                                         |
| 65 | Primera Nacional 2023             | ZA 36 | Almirante Brown      | Almirante Brown | 1-0       | Nueva Chicago   | G. Rivero                                |                                                         |
| 66 | Primera Nacional 2024             | ZB 9  | Nueva Chicago        | Nueva Chicago   | 1-0       | Almirante Brown | A. Martínez                              |                                                         |
| 67 | Primera Nacional 2024             | ZB 28 | Almirante Brown      | Almirante Brown | 0-1       | Nueva Chicago   |                                          | F. Castro                                               |
| 68 | Primera Nacional 2025             | ZB 8  | Almirante Brown      | Almirante Brown | 0-0       | Nueva Chicago   |                                          |                                                         |
| 69 | Primera Nacional 2025             | ZB 25 | Nueva Chicago        | Nueva Chicago   | 1-3       | Almirante Brown | D. A. Abello                             | R. González, U. Abreliano, E. Cardozo                   |

### Goleadores
| Jugador          | Equipo          | Goles |
| ---------------- | --------------- | ----- |
| José Díaz        | Almirante Brown | 5     |
| Marcelo Rufini   | Almirante Brown | 5     |
| Gustavo González | Nueva Chicago   | 5     |

## Tabla comparativa
Actualizado hasta enero de 2024
| Observaciones                    |                        |                             |
| -------------------------------- | ---------------------- | --------------------------- |
| Nombre completo                  | Club Almirante Brown   | Club Atlético Nueva Chicago |
| Fecha de fundación               | 1 de julio de 1912     | 1 de julio de 1911          |
| Apodo                            | Mirasol                | Torito de Mataderos         |
| Temporadas                       |                        |                             |
| Total en AFA                     | 75                     | 113                         |
| en Primera División              | 0                      | 18                          |
| en Segunda División              | 42                     | 77 (récord)                 |
| en Tercera División              | 31                     | 16                          |
| en Cuarta División               | 2                      | 2                           |
| Títulos                          |                        |                             |
| Total en AFA                     | 5                      | 6                           |
| en Copas Nacionales              | 0                      | 1                           |
| en Segunda División              | 0                      | 2                           |
| en Tercera División              | 4                      | 2                           |
| en Cuarta División               | 1                      | 1                           |
| Subcampeonatos                   |                        |                             |
| Total en AFA                     | 9                      | 8                           |
| en Primera División              | 0                      | 2                           |
| en Copas Nacionales              | 0                      | 1                           |
| en Segunda División              | 6                      | 3                           |
| en Tercera División              | 3                      | 2                           |
| Ascensos                         |                        |                             |
| Total en AFA                     | 6                      | 12                          |
| a Primera División               | 0                      | 6                           |
| a Segunda División               | 5                      | 5                           |
| a Tercera División               | 1                      | 1                           |
| Estadísticas en Primera Nacional |                        |                             |
| Clasificación histórica          | 16.ª posición          | 12.ª posición               |
| Puntos en la tabla general       | 828                    | 911                         |
| Mejor puesto en un torneo        | 1° (en la Zona A 2023) | 1° (en el Clausura 2006)    |

### Consagraciones y/o torneos ganados que no otorgan título oficial
| Torneos de ascenso no regulares |   |   |
| Primera B Nacional              | 0 | 2 |
| ------------------------------- | - | - |
| Torneo Apertura                 | 0 | 0 |
| Torneo Clausura                 | 0 | 1 |
| Torneo Reducido                 | 0 | 1 |
| Primera B                       | 0 | 0 |
| Torneo Reducido                 | 0 | 0 |
| Primera B Metropolitana         | 2 | 2 |
| Torneo Apertura                 | 1 | - |
| Torneo Clausura                 | 1 | - |
| Torneo Reducido                 | 0 | 2 |
| Torneo del Interior             | 1 | 1 |
| Torneo Zonal Noroeste           | - | 1 |
| Torneo Zonal Sureste            | 1 | 0 |
| Total                           | 3 | 5 |

## Concordancias
Un dato llamativo es que ambas instituciones fueron fundadas el 1 de julio, mientras Nueva Chicago nació en 1911, Almirante Brown fue creado un año después, en 1912.
Ambas parcialidades han sido protagonistas de numerosos incidentes a lo largo de su historia. En 2007 la hinchada de Almirante Brown protagonizó hechos de violencia en la final de Primera B en el estadio El Cilindro de Racing Club frente a Estudiantes de Caseros, mientras Nueva Chicago mantuvo enfrentamientos en su estadio frente a Tigre en el que perdió la vida un simpatizante del equipo de Victoria, los clubes fueron sancionados con la quita de 18 puntos, lo que originó el descenso de los dos equipos en 2008 a la Primera B Metropolitana.

## Uniformes tradicionales
- Presione aquí para ver la Historia del uniforme del Club Almirante Brown.

- Presione aquí para la Historia del uniforme del Club Atlético Nueva Chicago  .
- Almirante Brown: Su vestimenta histórica se compone por una camiseta listada con cuatro franjas amarillas y tres negras en su frente; pantalón y medias negras.
- Nueva Chicago: Su vestimenta tradicional se compone por una camiseta con franjas negras y verdes en su frente; pantalón y medias negras.

| Almirante | Chicago |  |

### Futbolistas que jugaron en ambas instituciones
Listado de jugadores que han defendido las camisetas de Almirante Brown y de Nueva Chicago.
Nota: en negrita jugadores que actualmente visten alguna de las dos camisetas.
| - Claudio Arrebillaga - Héctor Ávalos - Germán Basualdo - Nahuel Benítez - Ramón Brítez - Diego Ceballos - Raúl Celín - Cristian Daguerre - Agustín De la Canal - Lucas Fernández - Rubén Ferrer - Matías Fischer - Gonzalo García |  | - Eusebio Gómez - Iván Grasso - Juan Huerta - Jorge Jhones - Antonio Labonia - Omar Leguizamón - Claudio López - Facundo Mater - Sebastián Matos - Andrés Montenegro - Pablo Nieva - Horacio Onzari - Rubén Palavecino |  | - Salvador Pasini - Sebastián Penco - Federico Presedo - Raúl Quiroga - Alfredo Rifourcat - Gonzalo Rocaniere - David Rodríguez - Juan Sara - Facundo Talín - Damián Timpani - Jorge Tripicchio - Gastón Tosi - Walter Zunino |  |

### Entrenadores que dirigieron en ambas instituciones
Listado de entrenadores que han dirigido a Almirante Brown y Nueva Chicago.
| - Mario Finarolli - Roberto Iturrieta - Juan Manuel Guerra - Lorenzo Ojeda - Alberto Pascutti - Héctor Rivoira |